# Tech Model Railroad Club
El Tech Model Railroad Club (TMRC) es una organización de estudiantes en el MIT  y uno de los más famosos clubs de modelos de tren del mundo. Formado en 1946, su configuración en escala HO se destaca por la operación automatizada de los modelos de trenes.
Además, el TMRC es una de las fuentes de la cultura hacker. El Dictionary of the TMRC Language de 1959 compilado por Peter Samson, que alguien dijo que inventó la expresión "La información quiere ser libre", incluyó varios términos que se convirtieron en elementos básicos del vocabulario del hacker y la Ética hacker (véase especialmente "foo", "mung", y "frob").
También fue en el TMRC donde Steve Russell escribió uno de los primeros juegos de computadora interactivos, Spacewar!.

## Historia
Hacia 1962, la disposición legendaria del TMRC ya era una maravilla de complejidad (y crecería más durante los próximos treinta años). Solamente el sistema de control tenía cerca de 1200 relés. Había interruptores SCRAM localizados en numerosos lugares alrededor del cuarto que podían ser presionados para detener el movimiento de los trenes si algo indeseable estuviera a punto de ocurrir, como por ejemplo un tren que iba hacia una obstrucción sobre las vías. Otra característica del sistema era un reloj digital colocado en el tablero de despacho, que era en sí mismo algo sorprendente en los días anteriores a los LED y los visualizadores de siete segmentos baratos. Cuando alguien golpeaba un interruptor SCRAM el reloj se detenía y la exhibición en pantalla era sustituida por la palabra "FOO"; por ello, en el TMRC, los interruptores scram son llamados "interruptores foo".
Con un sabio diseño, la disposición es fijada en los años 1950, un período de transición en que los ferrocarriles operaban con vapor, diésel, y motores eléctricos uno al lado de otro. Esto permite a los visitantes correr cualquier ingenio que deseen sin que se vea cualquier cosa fuera de lugar.
Steven Levy, en sus libro Hackers: Heroes of the Computer Revolution (Hackers: Héroes de la revolución del computador), relata esos primeros años. El Signals and Power Subcommittee incluyó muchos de los primeros hackers del TX-0 y el PDP-1 y la gente que posteriormente se convirtió en el núcleo del personal del MIT AI Lab. Cuarenta años más tarde esa conexión todavía está muy viva, y un reciente diccionario del argot del hacker incluye por consiguiente un número de entradas de una revisión reciente del diccionario del TMRC (por medio del Archivo de la jerga del Hacker).
En 1997 el TMRC se movió desde el edificio 20, una estructura "temporal" de la era de la Segunda Guerra Mundial, al edificio N52, el edificio del Museo del MIT. Como resultado, la mayor parte de la disposición fue destruida. Una nueva disposición, en construcción, es controlada por System 3, abarcando alrededor de 40 Microcontroladores PIC16F877 bajo comando de una PC con Linux. Una característica inusual de la disposición es un edificio de 18-pisos del campus del MIT, replicado en escala HO y alambrado con un arreglo de luces en las ventanas que pueden ser usadas como exhibición para jugar Tetris, en referencia a un legendario (pero apócrifo) hack del MIT.